# Catoxyethira djenebae
Catoxyethira djenebae är en nattsländeart som beskrevs av Guenda 1997. Catoxyethira djenebae ingår i släktet Catoxyethira och familjen smånattsländor. Inga underarter finns listade i Catalogue of Life.